# 밀양 천황사 석조비로자나불좌상
밀양 천황사 석조비로자나불좌상(密陽 天皇寺 石造毘盧遮那佛坐像)은 대한민국 경상남도 사천시에 있는 불상이다.
1995년 1월 10일 대한민국의 보물 제1213호 밀양천황사석불좌상(密陽天皇寺石佛坐像)으로 지정되었다가, 2010년 8월 25일 현재의 명칭으로 변경되었다.

## 개요
경상남도 밀양 천황산 얼음골에 자리잡은 천황사 경내에 모셔져 있던 불상으로 통일신라시대의 뛰어난 석불좌상이다.
파손된 것을 새로 만든 머리 부분을 포함하여 체구는 인체비례와 유사한 편인데 우아한 어깨, 당당한 가슴, 날씬한 허리에 얇은 옷의 표현으로 사실성을 높여주고 있다. 오른쪽 어깨를 드러낸 옷은 얇은 층단주름을 나타내고 있다. 이처럼 우아하고 사실적인 형태는 8세기 중엽의 불상들과 상통하는 면이지만, 얇은 층단식 주름의 세련된 표현은 8세기 후반의 특징을 보여준다.
대좌는 우리나라에서는 처음 보이는 독특한 사자좌(獅子座)인데, 상대·중대·하대의 3부분으로 구성되어 있다. 상대는 둥근 원판형 윗부분을 약간 높여 정교한 연주문(連珠紋)을 새기고 그 아래에 연꽃무늬를 2겹으로 조각하였다. 중대에는 2줄의 띠를 새긴 얕은 원형받침이 있다. 하대는 복판연화문 위에 11마리의 사자를 환조로 새기고 있는데 정면에는 향로같은 공양구를 끼웠을 것으로 보이는 구멍받침이 있다.
8세기 후반의 가장 우수한 석불상의 예일 뿐만 아니라 유일하게 사자좌를 가진 석불좌상으로 크게 주목되며, 학술적으로도 신라 조각사에서 반드시 취급되어야 할 중요한 불상으로 여겨진다.

## 문화재 명칭 변경 검토
경남 사천에 있는 A사찰 주지는 밀양 천황사로부터 석조비로자나불좌상을 사들이기로 했고, 송사 끝에 지난 4월 소유권을 인정받아 불상을 본인 절로 옮겼다. 하지만 천황사 주지가 매매 계약 무효 확인 소송을 청구해 분쟁이 마무리되지 않은 상태다.
2019년 8월 A사찰 주지가 소유자와 보관 장소가 달라졌으니, 불상의 명칭을 바꿔 달라는 신청을 받은 문화재위원회는 천황사 석조비로자나불좌상 지정 명칭 변경 안건을 검토하였으나, 현재 명칭 유지를 의미하는 부결하였다.
문화재청은 문화재위원회에 "역사성과 장소성을 고려할 때 제작 당시부터 현 천황사 근처에 있던 불상으로 추정된다"며 "특별한 사유로 소유자나 관리자가 변동됐다 하더라도 지정 당시 명칭은 그대로 한다"는 의견을 전달했다.
아울러 보물 제1621호인 '서울 지장암 목조비로자나불좌상' 관리자가 지장암에서 국립중앙박물관으로 바뀐 적이 있지만, 지정 명칭에는 변동이 없었다는 사실도 강조했다.
문화재위원회도 "밀양 천황사 석조비로자나불좌상은 밀양 얼음골이라는 장소성과 옛 사찰 터에 천황사가 세워진 정황을 종합적으로 고려해 명칭을 부여한 것"이라며 "이름을 문화재 역사와 무관한 사찰로 바꾼다면 보물로서 지정 가치가 감소한다"고 지적했다.
이어 "이미 널리 알려져 고유명사처럼 된 문화재 명칭은 그대로 사용하는 것이 행정 혼선 최소화와 원활한 문화재 관리에 도움이 된다"고 덧붙였다.

## 참고 자료
- 밀양 천황사 석조비로자나불좌상 - 국가유산청 국가유산포털